# Fryderyk Leopold Pruski
Joachim Karol Wilhelm Fryderyk Leopold książę Prus (ur. 14 listopada 1865 w Berlinie, zm. 13 września 1931 w Krajence, w powiecie złotowskim).

## Rodzina i pochodzenie
Fryderyk Leopold był synem księcia Fryderyka Karola Pruskiego i księżnej Marii-Anny z Anhalt-Dessau, którą ten poślubił w 1845 roku oraz wnukiem księcia Karola Pruskiego. Miał trzy siostry: Marię Elżbietę (1855–1888), Elżbietę Annę (1857–1895) i Luizę Margaretę (1860–1917).
24 czerwca 1889 roku książę Fryderyk Leopold poślubił w Berlinie księżną Luizę Zofię ze Szlezwika-Holsztynu-Sonderburg-Augustenburg, siostrę niemieckiej cesarzowej Augusty Wiktorii, żony cesarza Wihelma II. Para miała czworo dzieci: córkę Wiktorię Małgorzatę (1890–1923), zamężną z Henrykiem XXXIII Reuß-Köstritz (1879–1942) oraz synów: Fryderyka Zygmunta (1891–1927), Fryderyka Karola (1893–1917) oraz Fryderyka Leopolda juniora (1895–1959).

## Kariera wojskowa
Książę Fryderyk Leopold Pruski rozpoczął, odpowiednio do zwyczaju pruskiej szlachty, karierę militarną. Już w wieku dziesięciu lat, w 1875 roku, został kadetem, a potem podporucznikiem 1. Pułku Piechoty Gwardii Cesarstwa Niemieckiego w Poczdamie. Z uwagi na młody wiek brał w udział jedynie w paradach tego pułku. W latach kolejnych nastąpiły kolejne nominacje: w 1885 roku na porucznika, w 1888 roku na kapitana, w 1890 na majora, a w 1893 roku do stopnia pułkownika.
Jeszcze w tym samym roku otrzymał rangę generała brygady i dowodził pułkiem Garde du Corps oraz pułkiem Kirasjerów 1. Brygady Kawalerii Gwardii. Poza tym w 1893 roku został szefem austro-węgierskiego Pułku Huzarów Nr 2.
W 1898 roku awansował do stopnia generała porucznika. Z tą rangą prowadził inspekcję kawaleryjską w Poczdamie. W 1902 roku został generałem kawalerii. Podczas wojny rosyjsko-japońskiej (1904–1905) służył jako doradca w kwaterze głównej armii rosyjskiej. W 1907 roku został generalnym inspektorem armii, a 10 września 1910 roku awansował do stopnia generała pułkownika.
Od 1886 roku był książę protektorem obywatelskiego związku strzelców w Wesel.

## Masoneria
Książę Fryderyk Leopold był ponadto ostatnim protektorem pruskiej masonerii rodu Hohenzollernów. Przyjęty w 1889 roku do loży Janugus Friedrich Wilhelm Morgenröte, w 1894 roku został protektorem wszystkich trzech głównych pruskich loży. Od 1895 był również Wielkim Mistrzem Zakonu Wolnomularskiego (Wielka Loża Narodowa Masonerii Niemieckiej). W rewolucji listopadowej w 1918 roku wzbudził powszechne oburzenie wśród wolnomularzy, wywieszając na swojej siedzibie, pałacyku Glienicke czerwoną flagę. Z końcem panowania Hohenzollernów w Prusach, skończyło się także przewodnictwo księcia Fryderyka Leopolda nad wielkimi lożami pruskimi.

## Ostatnie lata
Książę Fryderyk Leopold był częstym gościem kasyn, przez co musiał odsprzedać część swojego majątku. Jednak za pośrednictwem majora Karola Seitza pracującego w zakładach Junkersa, po obejrzeniu ich, postanowił je współfinansować.
Kiedy po I wojnie światowej, duże części  Prus Zachodnich musiały zostać oddane Polsce (korytarz polski), Krajenka została, z częścią okręgu Złotów, wchłonięta przez nową Marchię Graniczną Poznańsko-Zachodniopruską. 21 czerwca 1924 roku w wyniku wyroku wydanego przez Sąd Rzeszy, były majątek księcia Fryderyka Leopolda, m.in. Krajenka, został uznany za własność prywatną. Podjęto tym samym ważną, zasadniczą decyzję w sprawie roszczeń odszkodowań niemieckiej szlachty w Republice Weimarskiej.

## Odznaczenia
Fryderyk Leopold Pruski otrzymał:
- Order Orła Czarnego z łańcuchem (Prusy)
- Krzyż Wielki Orderu Orła Czerwonego z koroną (Prusy)
- Order Królewski Korony I klasy (Prusy)
- Krzyż Honorowy I klasy Orderu Hohenzollernów ordynku książęcego (Prusy)
- Krzyż Wielki Orderu Alberta Niedźwiedzia (Anhalt)
- Order Wierności (Badenia)
- Krzyż Wielki Orderu Bertholda I (Badenia)
- Order Świętego Huberta (Bawaria)
- Krzyż Wielki Orderu Henryka Lwa (Brunszwik)
- Krzyż Wielki Orderu Ludwika (Hesja)
- Krzyż Wielki Orderu Korony Wendyjskiej (Meklemburgia)
- Krzyż Wielki Zasługi Orderu Domowego i Zasługi z wielką koroną (Oldenburg)
- Order Korony Rucianej (Saksonia)
- Krzyż Wielki Orderu Ernestyńskiego (Saksonia)
- Krzyż Wielki Orderu Sokoła Białego (Saksonia-Weimar)
- Krzyż Zasługi Waldecku I klasy (Waldeck)
- Krzyż Wielki Orderu Korony Wirtemberskiej (Wirtembergia)
- Wielka Wstęga Order Leopolda (Belgia)
- Krzyż Wielki Orderu Zbawiciela (Grecja)
- Kawaler Krzyża Wielkiego Orderu Królewskiego Wiktoriańskiego (Wielka Brytania)
- Order Chryzantemy (Japonia)
- Order Annuncjaty (Włochy)
- Krzyż Wielki Orderu Daniły I (Czarnogóra)
- Kawaler Krzyża Wielkiego Orderu Lwa Niderlandzkiego (Niderlandy)
- Krzyż Wielki Orderu Świętego Stefana (1889, Austro-Węgry)[5]
- Order Portretu Władcy (Persja)
- Order Najwyższy Chrystusa (Portugalia)
- Krzyż Wielki Orderu Wieży i Miecza (Portugalia)
- Krzyż Wielki Orderu Gwiazdy Rumunii (Rumunia)
- Order Świętego Andrzeja (Imperium Rosyjskie)
- Order Królewski Serafinów (Szwecja)
- Order Karola XIII (Szwecja)
- Krzyż Wielki Orderu Orła Białego (Serbia)
- Kawaler Krzyża Wielkiego Orderu Słonia Białego (Syjam)

## Literatura
- John Röhl, Skandal in Schloss Glienicke in: Wilhelm II. Der Aufbau der persönlichen Monarchie, 1888-1900. C.H. Beck. München 2001, s. 737–740.
- Georg Zivkovic, Heer- und Flottenführer der Welt. Biblio Verlag, Osnabrück 1971, ISBN 3-7648-0666-4, s. 427–428.
- Schematismus für das k.u.k. Heer und für die k.u.k. Kriegsmarine für 1914. Wiedeń: Nadworna i Państwowa Drukarnia, 1914.